# Desmopachria fossulata
Desmopachria fossulata är en skalbaggsart som beskrevs av Zimmermann 1928. Desmopachria fossulata ingår i släktet Desmopachria och familjen dykare. Inga underarter finns listade i Catalogue of Life.